# Grundlsee (sjö)
Grundlsee är en sjö i Österrike.   Den ligger i förbundslandet Steiermark, i den centrala delen av landet, 200 km väster om huvudstaden Wien. Grundlsee ligger 699 meter över havet. Arean är 3,9 kvadratkilometer. Den sträcker sig 2,2 kilometer i nord-sydlig riktning, och 5,7 kilometer i öst-västlig riktning.